# Paul Steckle
Paul Steckle (né le 10 mai 1942) est un homme politique canadien. Il fut député à la Chambre des communes du Canada, représentant la circonscription ontarienne de Huron—Bruce sous la bannière du Parti libéral du Canada.

## Biographie
Il est considéré comme l'un des membres les plus conservateurs du caucus libéral. Il s'est toujours opposé au contrôle des armes à feu et au registre fédéral des armes à feu. En 2005, Steckle a proposé que la clause dérogatoire de la Charte canadienne des droits et libertés pourrait être utilisée pour empêcher l'instauration du mariage entre personnes de même sexe. Il a voté contre le projet de loi C-38 du gouvernement qui a légalisé le mariage entre personnes de même sexe.
Bien qu'il demeure opposé au mariage entre personnes de même sexe, il a reconnu qu'il est peu probable que la loi soit changée. "Nous avons déjà eu ce combat," a-t-il déclaré. "La loi est la loi, et je dois l'accepter. Je suis un législateur et je doit accepter que la majorité doit l'emporter." Steckle a également exclu de faire défection vers le Parti conservateur sur cette question, affirmant qu'elle transcende les lignes partisanes. (Clinton News Record, mercredi 6 juillet 2005)